# Gino Germani
Gino Germani foi um sociólogo argentino de origem italiana (Roma, 1911 – Roma, 1979). 

## A sociologia de Germani
A sociologia argentina e latino-americana foi profundamente marcada pelo trabalho de Gino Germani, que em sua obra empreendeu uma busca da fundamentação científica e do distanciamento da filosofia social, sem dispensar todavia o engajamento diante das questões sociais. Germani se debruçou particularmente sobre os métodos da pesquisa sociológica. Em que pese a importância da sociologia de Émile Durkheim para as formulações de Germani, foram suas leituras de trabalhos da sociologia então praticada nos Estados Unidos que o marcaram mais profundamente. Germani foi particularmente influenciado por Talcott Parsons, George A. Lundberg, Robert Staughton Lynd e Helen Lynd. A influência da sociologia estadunidense sobre o trabalho de Germani é tão relevante que o autor foi considerado um sociólogo tipicamente estadunidense nos meios acadêmicos latino-americanos. O sociólogo argentino Torcuato di Tella é considerado o sucessor de Germani.[carece de fontes?]
Em homenagem à contribuição de Germani para a pesquisa em ciências sociais na Argentina, a faculdade de ciências sociais da Universidade de Buenos Aires criou em dezembro de 1993 o Instituto de Pesquisas Gino Germani.